# Pressurized Mating Adapter

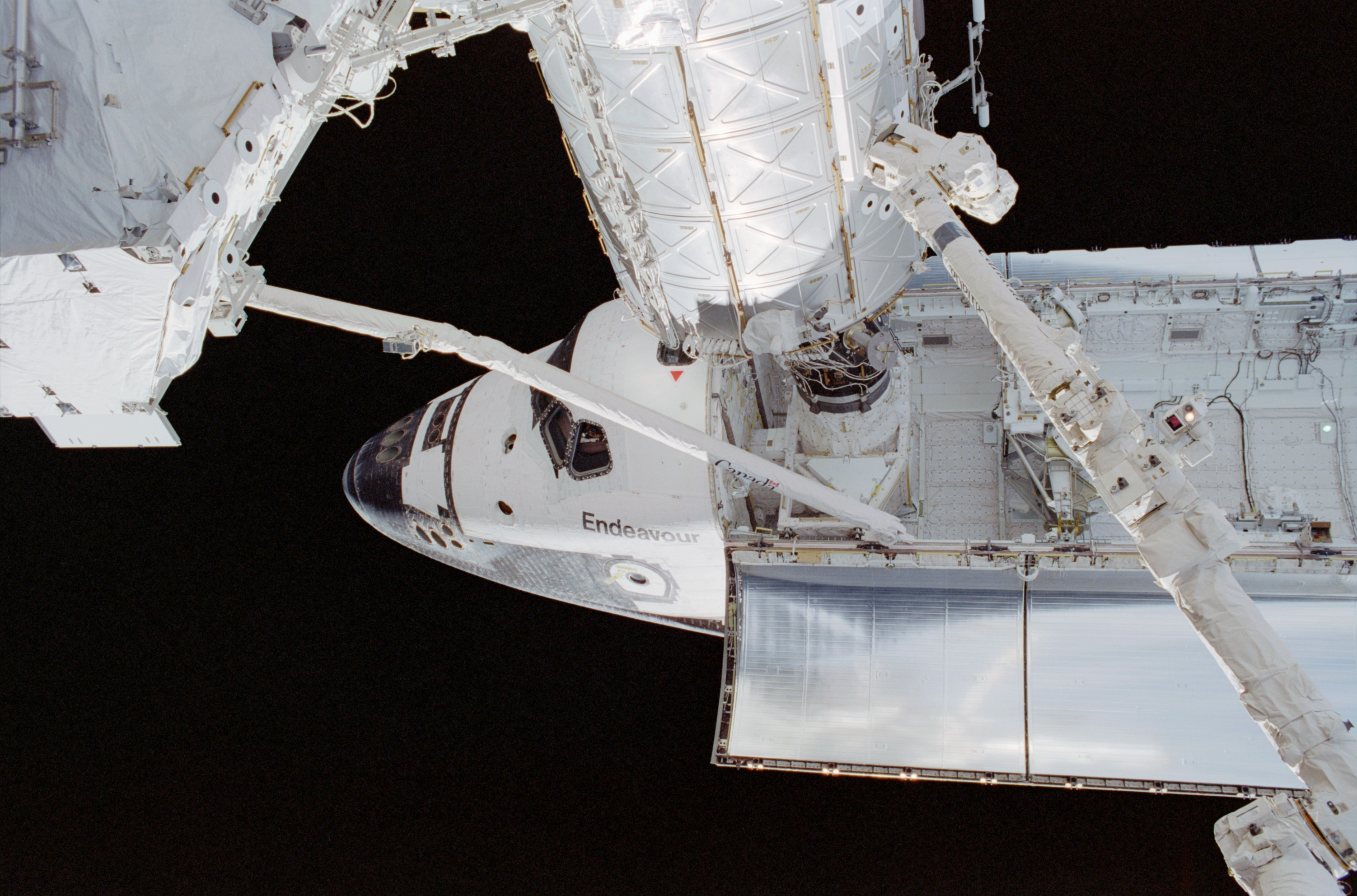
Wahadłowiec Endeavour dokuje do laboratorium Destiny dzięki PMA-2

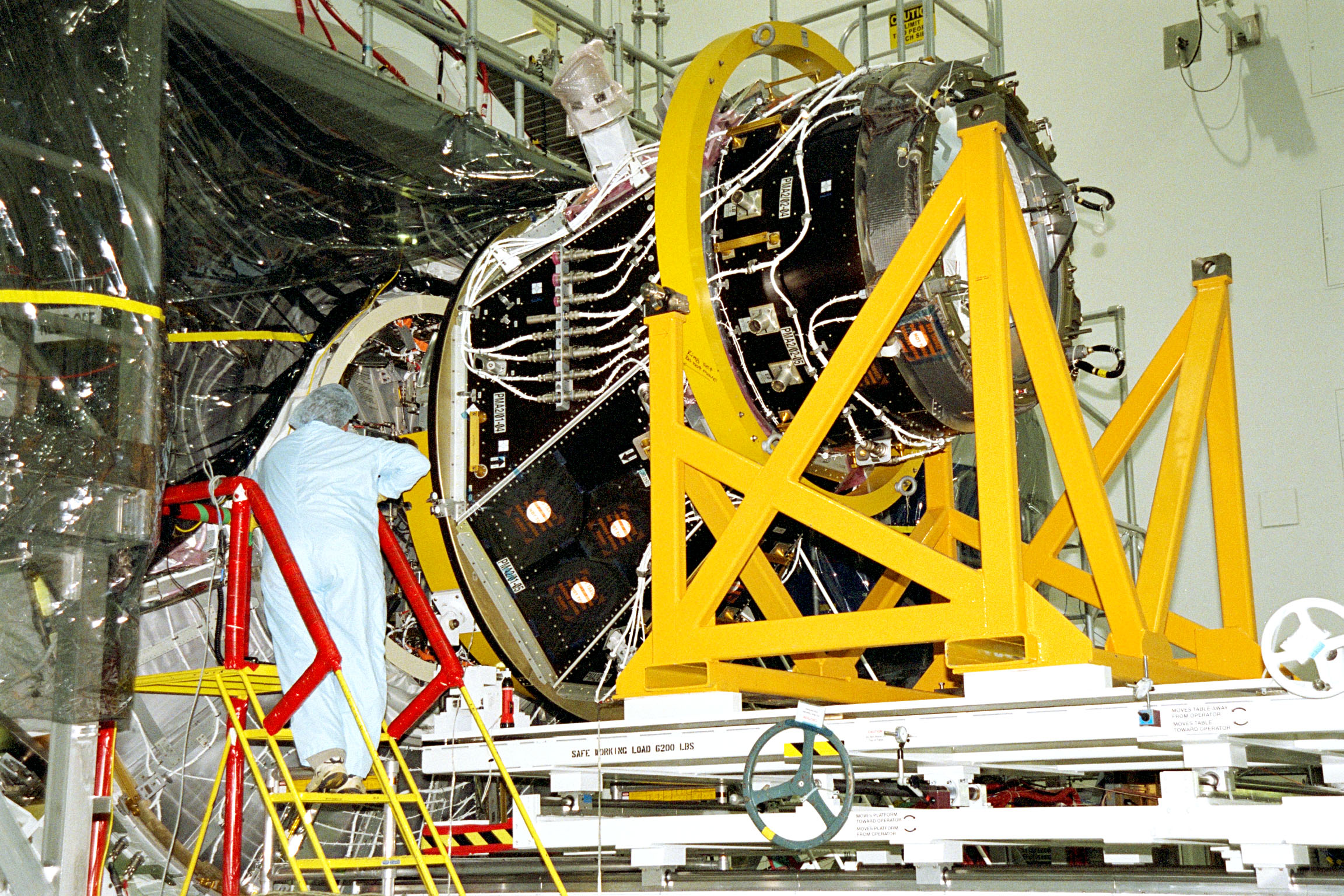
PMA-2 doczepiany do Node 1 w ośrodku KSC

PMA-1, 2, 3, Pressurized Mating Adapter-1, 2, 3 (po ang. hermetyczny adapter cumowniczy) – porty dokujące używane na Międzynarodowej Stacji Kosmicznej.
Wszystkie trzy urządzenia to tzw. przejściówki, minimoduły pełniące funkcje prostych portów cumowniczych. Wszystkie trzy moduły mają kształt kolana, z obu stron zakończonego portami cumowniczymi dwojakiego rodzaju (APAS-95 i CBM). Pierwszy, mniejszy to port umożliwiający dokowanie wahadłowcom oraz port zgodny z rosyjskimi standardami. Drugi, większy to port służący do przymocowania PMA do portów zachodnich modułów. PMA-1 wyróżnia od pozostałych adapterów fakt, że został już zamontowany na stałe jako przejściówka pomiędzy rosyjską częścią stacji a modułami zachodnimi (dokładnie pomiędzy modułami Zaria i Unity). Dwa pozostałe moduły będą często demontowane, po czym ponownie montowane w portach nowo dołączanych modułów.
PMA-1 i PMA-2 zostały dostarczone na orbitę w ramach lotu 2A (misja STS-88 wahadłowca Endeavour). W trakcie lotu 3A (STS-92), PMA-3 domontowany został początkowo do jednego z wertykalnych portów Unity. PMA-2 i PMA-3 w trakcie budowy stacji były  kilkakrotnie przemieszczane. Ostatecznie PMA-2 został głównym portem cumowniczym dla wahadłowców (finalnie zamontowany przy głównym, horyzontalnym węźle Harmony), natomiast PMA-3 będzie portem pomocniczym i ostatecznie zamontowany został przy głównym, wertykalnym węźle Node 3.